# Calle Muerta
Calle Muerta är en ort i Mexiko.   Den ligger i kommunen Cajeme och delstaten Sonora, i den nordvästra delen av landet, 1 400 km nordväst om huvudstaden Mexico City. Calle Muerta ligger 32 meter över havet och antalet invånare är 163.
Terrängen runt Calle Muerta är mycket platt, och sluttar västerut. Runt Calle Muerta är det ganska tätbefolkat, med 80 invånare per kvadratkilometer. Närmaste större samhälle är Ciudad Obregón, 7,2 km öster om Calle Muerta. Trakten runt Calle Muerta består till största delen av jordbruksmark.